# Shama Ahanta East Metropolitan District
Der Shama Ahanta East Metropolitan District war ein Distrikt im südöstlichsten Teil der Western Region von Ghana. Der Distrikt wurde dominiert von den beiden Städten bzw. der Zwillingsstadt Sekondi-Takoradi und war der einzige städtisch geprägte Distrikt der Western Region. Shama Ahanta East war einer von drei ghanaischen Distrikten mit der Typusbezeichnung „Metropolitan“ (also „metropolengeprägt“). Der Name des Distrikts bezog sich auf das hier heimische Volk der Ahanta. Die Bewohner der Zwillingsstadt sprachen aber unterschiedliche einheimische Sprachen, neben Ahanta waren auch Nzema, Sehwi, Wasa, Brosa / Aowin (Dialekte des Anyin) und Gwira/ Pepesa verbreitet. Auf einer Fläche von 384 km² lebten 366.579 Einwohner (Stand 2002). Der Distrikt wurde in die Distrikte Sekondi-Takoradi und Shama aufgeteilt.

## Verwaltung und Regierung
Höchstes Verwaltungs- und Regierungsorgan auf Distriktebene war die Distriktversammlung. Sie bestand zu zwei Dritteln aus in den Wahlkreisen gewählten Mitgliedern, ein Drittel wurde von der Distriktregierung ernannt. Daneben existierten drei Distrikträte für Sekondi, Takoradi und Shama.

## Wirtschaft und Verkehr
Die Zwillingsstadt Sekondi-Takoradi wist der drittwichtigste Industriestandort Ghanas. Wichtigster Standortfaktor ist der Tiefseehafen von Takoradi. Zu den etwa 360.000 Einwohnern des Distrikts müssen noch etwa 80.000 Menschen hinzugerechnet werden, die regelmäßig aus den benachbarten Distrikten hierher pendeln, um zu handeln, einzukaufen oder einer Lohnarbeit nachgehen. Der Distrikt war außerdem ein Eisenbahnknotenpunkt. In Takoradi befindet sich auch das Hauptquartier der Ghana Railway Corporation. Hier treffen sich die Bahnlinien aus Accra im Osten und aus Kumasi im Norden. Es gibt ein für ghanaische Verhältnisse gut ausgebautes Straßennetz im Distrikt und einen Flughafen in Takoradi (Takoradi Airport).

## Bildung
Der Distrikt verfügte über 105 Vorschulen, 118 Grundschulen, 79 Junior Secondary Schools (etwa für das Alter 12 -15 Jahre) und 11 Senior Secondary bzw. Technical Schools (etwa für das Alter 15 -18 Jahre). Auf dem universitären Level gab es das Takoradi Polytechnikum als landesweit angesehene Einrichtung für technische und naturwissenschaftliche Ausbildung.

## Geschichte und Sehenswürdigkeiten
Das Gebiet des Distriktes hatte sehr früh Kontakt mit europäischen Händlern. Portugiesen, Holländer und Brandenburger errichteten hier ab dem frühen 16. Jahrhundert befestigte Stützpunkte für den Handel mit Gold, Elfenbein und Sklaven. Fort San Sebastian in Shama, Fort Witsten in Takoradi und die beiden in Sichtweite gegenüberliegenden Festungen Fort Sekondi und Fort Oranje in Sekondi sind Touristenattraktionen.

## Ortschaften („towns“)
| - Effiakuma - Sekondi (Township) - Kwesimintsim - West Tanokrom - New Takoradi - Essikando - Shama | - Apremdo - Aboadze - East Tanokrom - Anaji - Abuesi - Sekondi Adiembra | - Assakae - Inchaban (Ntwaaban) - Kojokrom - Effia - Ngyiresia - Kojokrom |